# Fazenda de Santa Cruz
Se pretende informação sobre a freguesia homónima do concelho das Lajes das Flores, veja Fazenda (Lajes das Flores).
Fazenda de Santa Cruz, ou Fazenda de Além, é uma aldeia da freguesia de Santa Cruz das Flores, sita num largo e profundo vale localizado a cerca de 3 km a norte da vila de Santa Cruz. Tem uma magnífica igreja, da invocação de Nossa Senhora de Lurdes.
A localidade também alberga o Parque Florestal da Fazenda, com um viveiro de trutas e um largo jardim botânico contendo múltiplas espécies vegetais. A montante do Parque Florestal, na Ribeira de Além, situa-se a maior barragem dos Açores, utilizada para produção hidroeléctrica através de uma central sita junta da foz da ribeira. A água é conduzida da barragem à central através de uma levada que abastece uma conduta sob pressão. A barragem foi financiada pela França, sendo construída para fornecer a electricidade necessária ao funcionamento da Base Francesa das Flores.
A Central Hidroeléctrica da Ribeira de Além da Fazenda de Santa Cruz foi inaugurada a 11 de Outubro de 1966, sendo a primeira e única central eléctrica da ilha das Flores. Para além das turbinas, a produção é complementada com geradores alimentados a gasóleo. A Central permitiu o fornecimento de energia a Santa Cruz e a Ponta Delgada, povoações onde se localizavam os centros de telemedidas franceses, sendo depois ampliada para servir toda a ilha. Hoje é complementada por um parque eólico, permitindo que a sistema eléctrico das Flores seja em média anual abastecido com 52% de energias renováveis.